# Harmanli
Harmanli (en bulgare : Харманли) avec 18 577 habitants, est une ville du sud de la Bulgarie, située dans l'oblast de Haskovo.